# 刺钙板藻属
刺钙板藻属（学名：Acanthoica）是棒球藻科下的一个属。

## 下属物种
本属包括以下物种：
- Acanthoica aculeata
- Acanthoica monospina J.Schiller
- Acanthoica quattrospina Lohmann, 1903